# 암살의 그림자
《암살의 그림자》(영어: To Kill a Priest)는 프랑스에서 제작된 아그니에슈카 홀란트 감독의 1988년 영어 드라마 영화이다. 크리스토퍼 램버트, 에드 해리스 등이 출연하였다.

## 출연진
- 크리스토퍼 램버트
- 에드 해리스
- 조스 애클런드
- 팀 로스
- 티머시 스폴
- 피트 포슬스웨이트
- 셰리 렁기
- 조앤 월리
- 데이비드 수셰이

## 기타 제작진
- 미술: 에밀 기고